# Elnesvågen
Elnesvågen este o localitate din comuna Fræna, provincia Møre og Romsdal, Norvegia, cu o suprafață de 2,03 km² și o populație de 2.453 locuitori (2013).